# Wasseraufnahme
Die Wasseraufnahme ist eine physikalische Kenngröße eines Stoffes, Stoffgemisches oder Materials und nicht mit dem Vorgang des Trinkens zu verwechseln. 
Eine wichtige Rolle spielt der Fachbegriff in Normen und technischen Regelwerken zu Baustoffen. Deren Eigenschaft zur Wasseraufnahme hängt ab von ihrer Oberflächenbeschaffenheit und Porosität und ist entscheidend für ihre Frostsicherheit.
So sind bestimmte Materialien – oder Produktvarianten – mit hoher Wasseraufnahme nur für den Innenbereich geeignet. Ihre Wasseraufnahmefähigkeit kann hier sogar erwünscht sein, um die relative Feuchtigkeit der Raumluft zu puffern.  Auch bei Trockenmitteln (z. B. Zeolithe oder Silicagel) ist die Wasseraufnahme erwünscht.
Dagegen ist eine möglichst geringe Wasseraufnahme eine wichtige Kenngröße von Isolier- und Dämmstoffen – sie ist hier nicht erwünscht.
Bestimmte Stoffe müssen vor Wasseraufnahme geschützt werden, damit sie in ihrer Reinheit oder Struktur erhalten bleiben. Beispiele sind konzentrierte Schwefelsäure, Salze, Alkohole.
Im Bereich der Bodenmechanik wird der Begriff auch für die Eigenschaften von Böden verwendet.

## Methoden zur Bestimmung
Die Wasseraufnahme WB ist der abgegebene Bestandteil, den eine Probe nach dem vollständigen Trocknen nicht mehr enthält:
- in mg: {\displaystyle \mathrm {WB1} =m_{\mathrm {q} }-m_{\mathrm {e} }}
- in Prozent: {\displaystyle {\begin{aligned}\mathrm {WB2} &={\frac {m_{\mathrm {q} }-m_{\mathrm {e} }}{m_{\mathrm {e} }}}\cdot 100\%\\&=\left({\frac {m_{\mathrm {q} }}{m_{\mathrm {e} }}}-1\right)\cdot 100\%\end{aligned}}}

mit
- Masse mq der gequollenen Probe
- Masse me der getrockneten Probe.